# 樫村みなみ
樫村 みなみ（かしむら みなみ、1989年5月19日 - ）は、日本の女優。千葉県出身。フリーランスの女優として活動中。

## 来歴
舞台を中心に13年間フリーランスで活動している。
初舞台の時から所属事務所は無くフリーランスで舞台出演をしている。現在、舞台70作品以上。
舞台俳優になったのは2011年8月。
小学5年生の時にダンスを習い始めダンス歴は20年以上。Hiphop、Girls、Lock、Jazzが踊れる。
2015年の時に舞台作品の中で殺陣・アクションの役をやるようになり、これまで、無手アクション、空手アクション、刀、青龍刀、二刀流、苦無、鉤爪、銃、警棒、スティックの武器を扱った経験がある。
資格：普通自動車免許、書道毛筆八段・硬筆八段、保育士国家資格。
2019年から子ども教育の仕事に携わるようになり、2020年コロナ禍、舞台業界や世の中が止まってしまったことを経験し、芸能の仕事以外に自分に出来ることはないか、世の中の為になることはないか、子どもたちの未来を守りたいと独学で国家試験に挑み合格。
現在、俳優と保育士の二刀流で活動している。

## 出演

### テレビ
- 「ナインティナインのオールナイトニッポンvol.3[1]」 リスナー限定先行即売会」ゲスト出演（2011年）
- 「オールスター感謝祭2014春」TBS アシスタント出演（2014年）
- 「ナイトヒーローNAOTO」第3話 テレビ東京・ドラマ24（2016年）

### 舞台
2011年
- 「夏の終わりに」（2011年8月31日 - 9月4日、笹塚ファクトリー）

2012年
- 「テガミ」（2012年9月12日 - 17日、シアターグリーンBIG TREE THEATER）- 大槻役
- 「きみとぼくのあしあと」（2012年9月20日 - 24日、シアターグリーンBOX in BOX THEATER）- 祥子役

2013年
- 「その川に流るるは…」（2013年2月5日 - 8日、タイニイアリス）- ※主演・サーシャ役
- 「ある苅屋くんの人生」（2013年6月19日 - 23日、中野ザ・ポケット）- ADたかこ役
- 「ギンノキヲク３」（2013年9月26日 - 30日、シアターグリーンBOX in BOX THEATER）- ※主演アイドルグループ・涼子役
- 「終末の天気。」（2013年11月20日 - 24日、ザムザ阿佐ヶ谷）- ※ヒロイン・みなみ役
- 「Nutcracker ―くるみ割り人形ー」（2013年12月20日 - 23日、六行会ホール）- ねずみ五男役

2014年
- 「透明少女」（2014年6月25日 - 29日、新宿村LIVE）- 大迫ユウ役
- 「ダンスカは千五百秋の夢を見る」（2014年8月20日 - 24日、萬劇場）- ※ヒロイン・倉田千鶴役
- 「リボンの騎士－鷲尾高校演劇部奮闘記－」（2014年9月11日 - 14日、六行会ホール）- 安達美穂役
- 「デバッグトレジャー」（2014年10月2日 - 5日、新宿村LIVE）- ナポレオン役
- 「戦国降臨ガール・ReBirth[2]」（2014年10月29日 - 11月3日、六行会ホール）- 明智光秀役

2015年
- 「ヨルハ Ver.1.1」（2015年5月23日 - 31日、新宿LIVE）- シオン役
- 「BLOOD-C The LAST MIND」（2015年7月2日 - 5日、世田谷パブリックシアター）
- 「罪と罰」（2015年8月19日 - 23日、笹塚ファクトリー）- ※主演・白雪役
- 「新・戦国降臨ガール」（2015年10月21日 - 25日、スペース・ゼロ／全労済ホール）- 明智光秀役
- アリスインプロジェクト×企画演劇集団ボクラ団義「ハイスクールミレニアム2015」（2015年12月16日 - 20日、六行会ホール）- 暁役

2016年
- 「メィル」（2016年2月24日 - 28日、笹塚ファクトリー）- ※主演・アゲハ役
- 「失神タイムスリドル」（2016年4月29日 - 5月2日、新宿村LIVE）- チューズディーエッセンシャル役
- 「時空警察クロノゲイザー[3]」（2016年7月6日 - 10日、六行会ホール）- 時空刑事メシエ役
- 「魔銃ドナークロニクル[4]」（2016年9月28日 - 10月2日、六行会ホール）- エリー役
- 「怪人二十面相」（2016年11月9日 - 13日、シタアーサンモール）大沢役

2017年
- 「真説・まふゆの銀河に雪のふるほし[5]」（2017年1月11日 - 15日、六行会ホール）- PGX-2058役
- 「HATTORI半蔵Ⅲ」（2017年2月28日 - 3月5日、六行会ホール）- 迷ヒナギク役
- 「good and evil」（2017年6月14日 - 18日、六行会ホール）- リム役
- 「クォンタムドールズ2017」（2017年7月5日 - 9日、六行会ホール）- 安藤昇子役
- アリスインプロジェクト×企画演劇集団ボクラ団義「バックイン・ミレニアム[6]」（2017年8月9日 - 16日、新宿村LIVE）- 瀬川桃子役
- 「THRee'S」（2017年9月15日 - 24日、CBGK シブゲキ）- 趙忠役
- 「女城主直虎」（2017年11月1日 - 5日、ウエストエンドスタジオ）- ※主演・井伊直虎役

2018年
- SEGA舞台版「レンタヒーロー」（2018年1月17日 - 21日、六行会ホール）- ミンク役
- 「風雪の城 ～Lear～」（2018年4月4日 - 8日、伝承ホール）- 御伽衆・浜路役
- 「最強の姉妹」（2018年5月8日 - 13日、CBGKシブゲキ）- 榊原薫役
- Music Theater「Express」（2018年7月5日 - 6日、目黒パーシモンホール大ホール）- ケイ役
- ツキプロ文化祭2018SUMMER「月野百鬼夜行外伝 夏夢祭」（2018年7月28日 - 29日、パシフィコ横浜国立大ホール）- おはな役
- SEGA舞台版「ゴールデンアックス」（2018年12月19日 - 24日、築地本願寺ブディストホール）- サラ＝バーン役

2019年
- 「カルパノーラマ」（2019年1月23日 - 27日、伝承ホール）- しょうねん探偵団リーダー・大友役
- 「メモリーダイヤル 〜明日の君にさよなら〜」（2019年5月1日 - 4日、東部フレンドホール）- 北岡絵里役
- 「HATTORI半蔵III −再舞−」（2019年6月5日 - 9日、六行会ホール）- 迷ヒナギク役
- 「ANSWER」（2019年8月16日 - 18日、築地本願寺ブディストホール）- 佐久間美乃梨役
- 「新宿のありふれた夜 〜東京疾走 1984-2019〜」（2019年9月6日 - 11日、シアターχ）- 文枝役

2020年
- 「OH！MY GOD！」（2020年1月23日 - 26日、築地ブディストホール）- アイドル刑事役

2021年
- 「RED WING 〜愛と理想の果てに〜」（2021年4月21日 - 25日、銀座博品館劇場）- パーコ役
- 「アフターウォーズ」（2021年5月26日 - 29日、なかのZERO 野方区民ホール）- シュリ役
- 「リライト」（2021年7月7日 - 11日、中目黒キンケロ・シアター）- 真北アリス役
- 「殺陣祭」（2021年12月4日 -  5日、東京都江戸東京博物館大ホール）

2022年
- 「亡国ニ祈ル天ハ、アラセラレルカ」（2022年3月9日 - 13日、中野ザ・ポケット）- 飛鳥斉子役
- 「親父のテイスティー」（2022年7月13日 - 18日、バルスタジオ）- 煮卵優子役
- 「ザ・ファイナル・セカンド 〜永遠の一秒 1989〜」（2022年9月1日 - 4日、萬劇場）- 江間綾香役
- 「高飛車モンスター」（2022年11月16日 - 20日、バルスタジオ）- 鯖峰雪菜役

2023年
- 「戦国NEO原∞」（2023年1月11日 - 15日、六行会ホール）- キクヒメ役
- 「オオカミの誘惑」（2023年5月17 - 21日、六行会ホール）- 望月莉子役
- 「卓球★ウォーズ2023」（2023年6月29日 - 7月4日、浅草花劇場）- さすらいの真麻役
- 「蒼天の宴 −龍−」（2023年8月16日 - 20日、新宿村LIVE）- 左鹿役
- 「チャンバケ」（2023年9月2日 - 10日、築地本願寺ブディストホール）- ※ヒロイン・カゴメ役
- 「東京GENO -ﾄｳｷｮｳ•ｼﾞｰﾉ-」（2023年9月21日 - 24日、新宿村LIVE）- 赤塚役

2024年
- 「Withered Life ~苛烈玖州事変~」（2024年2月14日 - 18日、シアターグリーン BIG TREE THEATER）- 疋田麗奈役
- 「遊戯唄 －とおりゃんせ－」（2024年4月4日 - 7日、上野ストアハウス）- 長谷桜役
- 「ノスタルジアの贖罪」（2024年6月29日 - 7月7日、シアターグリーン BIG TREE THEATER）- 近衛紗耶香役
- 「シーボルト父子伝 ～蒼い目のサムライ〜」（2024年8月8日 - 11日、銀座博品館劇場）- 桐野利秋役
- 「コネクト・ライフ」（2024年12月4日 - 8日、CBGKシブゲキ!!）[7]